# دوري اسطنبول لكرة القدم 1921–22
دوري اسطنبول لكرة القدم 1921–22 هو موسم من دوري اسطنبول لكرة القدم ‏. فاز فيه غلطة سراي.